# 東京U家族
東京U家族（とうきょうユーかぞく）とは、若手ヒップホップアーティスト20人からなるグループ。すでに解散している。

## メンバー
- MCU - リーダー。MC担当。
- アルファ - MC担当。

他

## 来歴
RADICAL FREAKSのMCUがアルファら若手ヒップホップアーティストを集めて結成したグループ。メンバーは20人いたらしいが、アルバムには「東京U家族 are MCU、アルファ、スタスタボウズ、MCB、FLASH RHYMER、がっぺじゅんぺい、ピノ、すぎちゃんぐ、なおひろんぐ」とクレジットされている。
「とにかくバカなことをやるために、結婚したメンバーは脱退」という不文律があり、そこからリーダーのMCUが結婚したら解散、ということになっていたらしい。実際にMCUが結婚したため解散した。

## ディスコグラフィー
- 人間大学 青空学部 - 2001年3月23日

1. intro -TUK登校編-
2. スペースコロシアム
3. ダバROCKジャパン
4. TU系
5. 五
6. アップルジュース
7. 愛のからさわぎ
8. イーアルコンフーRemix
9. outro -仲間と共に-